# لحاف

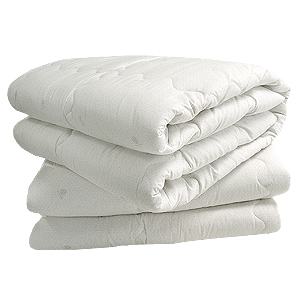

لِحاف یا دواج به نوعی روانداز گفته می‌شود که معمولاً در هنگام خواب بر روی خود می‌کشند. لحاف از روکش کردن پنبه یا پشم به‌وسیلهٔ پارچه متقال و روکش کردن آن با ملافه یا پارچه‌هایی از جنس مخمل درست می‌شود.